# Battle Tendency
Battle Tendency (戦闘潮流), connu initialement sous le nom 2e partie : Joseph Joestar - Cette honorable lignée (第2部 ジョセフ・ジョースター ―その誇り高き血統, Dai Ni Bu Josefu Jōsutā Sono Hokoritakaki Kettō), est la deuxième partie du manga JoJo's Bizarre Adventure écrit et dessiné par Hirohiko Araki. Elle a été publiée entre 1987 et 1989 dans le magazine Weekly Shōnen Jump et comporte 69 chapitres compilés dans les volumes 6 à 12. La version française a d'abord été publiée en intégralité par J'ai lu, et est éditée par Tonkam depuis janvier 2015.
Le manga se déroule dans les années 1930 pendant la Grande Dépression. Bien des temps ont passé depuis la dramatique conclusion de la confrontation entre Dio Brando et Jonathan Joestar. Joseph, petit-fils de ce dernier, s'avère être un surdoué qui maîtrise l'Onde depuis son plus jeune âge. Tête de mule et dur à cuire, il vient d'arriver à New York et apprend que Speedwagon aurait été tué... Parti à sa recherche au Mexique, il se retrouvera à combattre une forme de vie ultime réveillée par les nazis, Santana. Quand il apprend que trois autres de ses congénères sont sur le point de se réveiller à Rome, le voilà parti pour combattre ces êtres d'un autre temps. Il s'y fera un ami précieux et fera face à de bouleversantes révélations familiales au long de cette rude bataille.
Elle a été adaptée en une série télévisée d'animation de dix-sept épisodes par le studio David Production entre décembre 2012 et avril 2013.

## Résumé

### Introduction (Ch. 1)
En septembre 1938, bien des années après les événements de Phantom Blood,, Speedwagon a fait fortune dans le pétrole. Philanthrope, il a également fondé une institue à son nom chargée de percer les mystères du masque de pierre. Quiconque met cet artefact se transforme en vampire doué de capacités herculéennes. Son équipe a justement exhumé, dans un temple mexicain, un homme pétrifié entouré de ces masques. Speedwagon se rend sur les lieux, accompagné de Straits, ancien disciple du Sage Tonpetty et devenu entretemps Maître de l’Onde. Cette technique basée sur la respiration, dégage une énergie semblable à celle des rayons du soleil et est la seule capable de vaincre les vampires. Speedwagon lui demande de l’utiliser car, après examen, l’homme semble endormi et l’anglais craint ce qui se pourrait se passer s’il se réveillait. A la place, Straits massacre les chercheurs et revêt l’un des masques. Malgré la jeunesse que lui confère l’Onde, le Maître vieillit et est devenu obsédé par la jeunesse éternelle à la suite de sa rencontre avec Dio (l’antagoniste de Phantom Blood). Transformé en vampire, il se rend ensuite à New-York pour éliminer le seul homme capable de lui barrer la route, le petit-fils de Jonathan Joestar, Joseph surnommé lui aussi « Jojo » .

### Les Hommes du Pilier (Ch. 1–26)
Ce dernier se trouve aux États-Unis avec sa grand-mère Erina sur invitation de Speedwagon. Lors d’un passage à tabac par des policiers racistes, il prend la défense d’un jeune afro-américain, Smokey Brown qui constate que son sauveur possède d’étranges capacités. En effet, Joseph utilise l’Onde naturellement. Mis au courant que Speedwagon a été tué, Jojo ne tarde pas à affronter Straits. La confrontation se termine sur le Pont de Brooklyn où le vampire préfère se suicider plutôt que de subir une défaite. Avant de trépasser, il explique à Joseph qu’il a précipité les corps dans une rivière car le pilier qui contenait l’homme commençait à absorber leur sang, synonyme de son réveil proche. Joseph se rend donc au Mexique dans l’espoir de retrouver Speedwagon.
De son côté, le milliardaire a été récupéré par les nazis qui s’intéressent à ses découvertes. Malgré les avertissements de Speedwagon, le Capitaine Stroheim décide de réveiller l’Homme du Pilier. L’être antique, baptisé Santana, ne semble pas à la hauteur de sa réputation jusqu’à ce qu’il commence à provoquer un véritable carnage dans le bunker. Infiltré dans le bâtiment, Jojo sauve de justesse Speedwagon et Stroheim. Malgré l’emploi de l’Onde, Santana est indestructible jusqu’à ce que Jojo lui envoie une vague d’énergie directement dans le corps. Le Capitaine lui explique que tout comme les vampires, l’Homme craint les rayons du soleil et qu’il faut l’y exposer. Jojo réussit à emmener Santana à l'extérieur, qui se retrouve à nouveau pétrifié mais Stroheim meurt dans le processus. Juste avant cela, le nazi lui demande d’aller à Rome où l’armée allemande a également découvert trois hommes sur le point de se réveiller et où quelqu’un pourrait l’aider.
Le 30 janvier 1939, accompagné de Speedwagon, Joseph se rend dans la ville où il y fait la connaissance de Caesar Zeppeli, le petit-fils de William Antonio Zeppeli, le maître de Jonathan. Aucun des deux ne s’apprécient (Jojo trouve l’italien trop arrogant tandis que Caesar pense que son grand-père est mort à cause de Joestar). Accompagné de Mark, un chauffeur allemand, les quatre hommes se rendent à la bouche de la vérité qui dissimule un tombeau où se trouve leurs cibles. Sur place, il constate que les trois êtres du nom de Wham, AC/DC et Cars se sont réveillés et ont tué les nazis chargés de les maintenir en sommeil. Quand ces derniers tuent Mark, Caesar les attaque, mais est rapidement vaincu par Wham. Les Hommes savent tout des mystères de l’Onde car ils ont déjà affronté des humains possédant cette technique dans le passé. Jojo l’attaque à son tour et réussit à le blesser ce qui provoque la colère de l’Etre Supérieur. Sur le point de mourir, Joseph lance un défi à Wham et lui promet de le tuer dans un mois, le temps que son Onde devienne plus puissante. Par honneur, Wham accepte mais lui laisse un anneau rempli de poison autour du cœur qui se dissoudra s’il ne le tue pas avant. AC/DC fait de même et les trois êtres s’enfuient à la recherche d’un objet mystérieux, la Gemme Rouge d’Asia. Caesar reconnaît la valeur de Joseph et décide de l’emmener voir son Maître pour débuter son entraînement.

### À la poursuite de l'Aja (Ch. 27–50)
Le 1er février 1939, Caesar explique à Jojo qu'ils doivent se rendre à Venise. Ainsi, ils pourront peut-être vaincre les trois Hommes du Pilier. À la surprise de Joseph, Le Maître de l’Onde se trouve être une femme, Lisa-Lisa, qui, dès leur arrivée, les précipitent dans une fosse aspergée en permanence d'huile qu'ils doivent remonter. Cette épreuve terminée, ils sont pris en charge par ses deux domestiques, Messina et Loggins. Caesar et Jojo voient leur maitrise de l'Onde grandir de jour en jour. Juste avant leur dernier défi, Lisa-Lisa leur révèle qu'elle possède la fameuse Gemme ainsi que des informations sur Wham, AC/DC et Cars. Leur naissance remonterait à plus de 5 000 ans en Amérique du Sud sans que personne n'en sache plus. Cars est leur leader et le créateur des masques de pierre. Grâce à cette invention, il se livra à des expériences sur les hommes pour pouvoir enfin se déplacer sans craindre le soleil. Il découvrit que l'unique moyen de réaliser son objectif était une pierre, la Gemme Rouge d'Aja. Malgré le nombre qu'il utilisa, aucune n'arrivait à encaisser la puissance du masque. Cars traversa alors l'Atlantique avec ses compagnons en quête d'une "Super Asia", pierre parfaite, qu'ils trouvèrent dans les mains d'un Empereur Romain. Les guerriers de l'Onde réussirent à les contenir et à mettre la Gemme en sécurité jusqu'au 20eme siècle où Lisa-Lisa en devint la gardienne.
Le 26 février 1939, AC/DC s'introduit sur l'île et tue Loggins, qui devait se battre contre Jojo. Mis au courant que la Gemme se trouve en possession de Lisa-Lisa, il souhaite s'en emparer mais doit d'abord affronter Joseph. Malgré l'utilisation de son sang capable de faire bouillir n'importe quoi, l'Homme est vaincu par Jojo, qui récupère l’antidote du premier anneau. Pour autant, AC/DC réussit à faire parvenir le bijou à ses compagnons en Suisse en s'emparant temporairement du corps de Suzie Q, la domestique de Lisa-Lisa avant de trépasser. A leur arrivée à Saint-Moritz, la Gemme a été interceptée par les nazis. Les cadres du parti s'intéressent énormément à son pouvoir ainsi qu'aux Hommes ou aux masques de pierre qui permettraient à l'Allemagne de devenir une nation d'immortels. Pour autant, leur capitaine ne se montre pas agressif envers les manieurs d'Ondes et leur proposent même d'attendre la suite des événements dans un chalet. Le soir venu, Cars s’y introduit pour récupérer la pierre en tuant les soldats mais fait face à leur supérieur. Il s'agit de Stroheim, transformé en cyborg grâce à la science de son peuple.
Cars n'a cependant aucun mal à en venir à bout grâce aux lames de ses avant-bras. Malgré tout, la Gemme reste en possession de Jojo et ses amis. Ayant découvert que les deux Hommes se cachent dans un hôtel désaffecté, Caesar décide de les attaquer contre l’avis de Joseph et de Lisa-Lisa. Le Maître explique alors à Jojo que Caesar souhaite venger son père. En effet, des années auparavant, Mario abandonna ses enfants sans raison. Devenu un truand, Caesar écuma Rome pour le tuer jusqu’à une nuit où il le retrouva aux abords du Colysée. L’adolescent découvrit une pierre précieuse sur le mur où dormait les Trois hommes. En voulant s’en emparer, il déclencha un piège et ne survit que grâce à son père, qui le poussa. Mario ne le reconnut pas et lui demanda de prévenir Lisa-Lisa à Venise avant de mourir. Caesar comprit que son père les avait abandonnés pour ne pas les mêler à toute cette histoire. Dès lors, il n’eut de cesse de préparer sa vengeance. Aux abords de l’hôtel, Messina est attaqué par Wham, qui force Caesar à entrer dans le bâtiment. Pourtant, l’Homme est en grande difficulté face aux nouvelles capacités de son adversaire. Cependant, il réussit à le blesser gravement. Avant de mourir, Caesar réussit à lui voler son anneau contenant l’antidote et meurt, écrasé sous une pierre. Lisa-Lisa et Joseph récupèrent ce cadeau avant de faire face à Cars, Wham et leur armée de vampires.

### Combats finaux (Ch. 51–69)
Le 28 février 1939, grâce à un subterfuge de Lisa-Lisa, chacun des manieurs affrontera un des Hommes du Pilier dans un duel. Au mont Piz Bernina, Joseph se bat contre Wham dans une course de chars qu’il parvient à vaincre. L’Homme part sans regret et disparaît, heureux d’avoir trouvé un adversaire à sa mesure. Cars triche lors du sien et s’empare de la Gemme mais Jojo intervient et le bat. Rejoints par Speedwagon, Smokey, Stroheim et ses soldats, équipés de rayon ultraviolets, les vampires sont vaincus. Speedwagon en profite pour raconter l’histoire de Lisa-Lisa qui s’avère être la mère de Jojo. Après l’explosion du bateau, Erina, enceinte, l’éleva en compagnie de son fils, George II, futur pilote de la Royal Air Force. Lisa-Lisa apprit l'onde auprès de Straits et épousa George. Tout se passa bien jusqu’à ce que le passé des Joestar refasse surface. L’un des zombies que Dio avait créé avait réussi à survivre et dissimuler son identité en tant que commandant dans l'armée. Ayant découvert le pot de rose, George tenta de l’affronter mais, n’étant pas manieur d’ondes, se fit tuer. Lisa-Lisa vengea son mari grâce à l’Onde et s'enfuit en Italie. Erina prit la décision de ne rien dire à Joseph pour éviter qu’un nouveau malheur ne s’abatte sur sa famille.
De leur côté, Stroheim et ses soldats pensant tuer Cars, l’expose aux rayons mais se rendent compte trop tard, que l’Homme a mis un masque de pierre dans lequel il y a incrusté la Gemme. Cars atteint un nouveau stade dans l’évolution qui lui permet d’affronter le soleil, d’imiter chaque forme de vie ainsi que leurs habiletés. Souhaitant venger la mort de ses compagnons, il attaque Jojo qui s’enfuit à bord de l’avion de Stroheim. Avec l’aide du nazi, Joseph parvient à le précipiter dans un volcan de l’île Vulcano. Cars réussit à survivre et lui tranche le bras mais Jojo, grâce à la Gemme, provoque une explosion volcanique qui les projette tous les deux dans la stratosphère. Soumis au froid spatial, Cars gèle.

### Conclusion (Ch. 69)
En mars 1939, l’enterrement de Joseph est célébré. Contre toute attente, ses amis découvrent qu’il est bel et bien vivant, s’est marié à Suzie Q mais cette dernière a oublié de les prévenir. Des années plus tard, Joseph se rend au Japon pour voir sa fille et son petit-fils, futur héros de Stardust Crusaders.

## Personnages

### Protagonistes

#### Joseph Joestar(ジョセフ・ジョースター,Josefu Jōsutā?)
Voix japonaise : Tomokazu Sugita, voix française : Sébastien Baulain
Personnage principal et petit-fils de Jonathan Joestar. Joseph est le fils de George Joestar II, aviateur dans l'armée anglaise assassiné par un de ses supérieurs hiérarchiques pour le compte de Dio Brando. Élevé par sa grand-mère, Erina Joestar et Speedwagon, Joseph a développé une attitude grossière et rebelle par rapport à son grand-père gentleman. Cependant, il possède un cœur noble : il le prouve quand il prétend avoir donné son portefeuille à Smokey Brown, un jeune voleur, pour lui épargner d'être battu par des policiers à New York (tout comme son arrière grand-père, Lord Joestar, a fait en faveur de Dario Brando). Joseph maitrise l'Onde naturellement mais n'est pas aussi habile dans son utilisation que l'était Jonathan. En outre, il n'hésite pas à utiliser tous les moyens possibles pour vaincre ses ennemis (armes à feux, déguisement...) tout comme les plus inattendus (lors de son combat contre Straits, il préférera fuir devant la puissance de son adversaire). Son gimmick est de déstabiliser son interlocuteur en disant: "Et maintenant, tu vas dire que..." ce qui fait souvent mouche. Le combat final contre Cars lui coûte une main qui est remplacé par une prothèse mécanique créée par la fondation Speedwagon. Joseph épouse Suzi Q et auront une fille, Holly.

#### Smokey Brown(スモーキー・ブラウン,Sumōkī Buraun?)
Voix japonaise : Yu Hayashi, voix française : Damien Page
Un jeune garçon vivant à New York. Joseph Joestar le défend de policiers racistes. Il reste aux côtés de Joseph lors du combat contre Straizo et en aidant Rudol von Stroheim (fin de la deuxième partie). Plus tard, il étudiera les sciences politiques à l'université, retournera dans sa ville natale en Géorgie et sera élu comme le premier maire afro-américain.
Son nom est inspiré du chanteur de soul Smokey Robinson, et éventuellement Jackson Browne.

#### Erina Joestar(エリナ・ジョースター,Erina Jōsutā?)
Voix japonaise : Ayako Kawasumi, voix française : Charlotte Hervieux
La grand-mère de Joseph Joestar et personnage du précédent arc. Elle croyait être le dernier parent vivant de Joseph, jusqu'à ce qu'il découvre le sort de sa mère.

#### Robert E. O. Speedwagon(ロバート・E・O・スピードワゴン,Robāto Ī Ō Supīdowagon?)
Voix japonaise : Yoji Ueda, voix française : Patrick Noérie
Un allié de Joseph et vieil ami des Joestar, également personnage de l'arc précédent. Après la mort de Jonathan Joestar, il s'installe aux États-Unis où il est devenu un magnat du pétrole, et créera la fondation Speedwagon afin de faire face aux menaces paranormales comme le masque de pierre et, plus tard, les hommes du pilier.

#### Rudol von Stroheim(ルドル・フォン・シュトロハイム,Rudoru Fon Shutorohaimu?)
Voix japonaise : Atsushi Imaruoka, voix française : Rémi Pous
Stroheim est le commandant des forces nazies qui ont découvert Santana, un des hommes du pilier, au Mexique. D'abord présenté comme un antagoniste, il sauvera la vie de Robert E. O. Speedwagon, mais essaiera aussi d'aider Joseph Joestar afin de tuer Santana en se faisant sauter. Il revient plus tard en devenant un cyborg pour aider nos héros dans la lutte contre Kars, grâce à une escouade de nazis prêts à aider Joseph quand une armée de vampires tente de l'attaquer. Plus tard, quand Joseph prend un avion pour tuer Kars en l'envoyant dans un volcan, il le sauve en sautant hors de l'habitacle, se brisant les jambes. Il meurt en 1943 pendant la bataille de Stalingrad.
Il paraîtrait que le design du personnage de Stroheim aurait influencé le personnage Guile du jeu vidéo Street Fighter de Capcom.

#### Caesar Anthonio Zeppeli(シーザー・アントニオ・ツェペリ,Shīzā Antonio Tseperi?)
Voix japonaise : Takuya Satou, voix française : Julien Lucas
Petit-fils de Will A. Zeppeli, personnage de la première partie. Il est blond, homme à femmes, et manieur expérimenté de l'onde. Il a été formé par Lisa Lisa et vit actuellement en Italie. Il est plutôt cool et calme, surtout par rapport à Joseph, avec qui il est jumelé à contrecœur pour lutter contre les hommes du pilier. Mais au fil du temps, Joseph commence à mieux comprendre Caesar : quand ce dernier était jeune, son père quitta brusquement sa famille sans explications. De ce fait, Caesar a grandi en haïssant son père, pensant qu'il vivait une nouvelle vie. Un jour que Caesar aperçut son père, il lui vint l'intention de le tuer. Caesar repéra ensuite un bijou, ne sachant pas que c'était l'activation du piège de Wham, un des hommes du pilier. Son père le poussa hors du chemin, se sacrifiant pour Caesar. Cela permit à Caesar d'aller de l'avant afin lutter contre Wham, où il est tué dans la bataille, mais pas avant de prendre sa vengeance en arrachant les lèvres de Wham et son anneau accroché, l'envoyant dans une bulle d'onde rouge sang pour Joseph avant que son corps ne soit écrasé par un rocher.

#### Lisa Lisa(リサリサ,Risarisa?)
Voix française : Atsuko Tanaka, voix française : Sophie Planet
Lisa Lisa est une maîtresse de l'onde résidant sur l'île d'Air Supplena à Venise, également maître de Caesar puis finalement de Joseph. Ses méthodes d'entraînement sont brutales. En tant que dernier maître de l'onde, elle garde la pierre rouge d'Aja. Au moment où elle est volée par les hommes du pilier et qu'elle ordonne Joseph et Caesar de la récupérer, elle se joint à eux avec son assistant Messina, qui s'avère être un combattant puissant. Il est finalement révélé qu'elle était l'enfant qu'Erina a sauvé sur le bateau (à la fin de la première partie). Nommée Elisabeth, elle a ensuite été adoptée par Straizo, et a appris la technique de l'onde avec lui. Elle épouse par la suite George Joestar II, fils de Jonathan et Erina Joestar, et eurent un enfant, Joseph. George, malheureusement, n'avait aucun pouvoir de l'onde, et a été tué par un vampire qui avait servi Dio Brando. Elisabeth tua l'assassin de son mari et le brûla en cendres, mais se fit démasquer. Afin d'éviter des représailles, la fondation Speedwagon l'a aidée à effacer toutes les preuves de son existence. Elle est gravement blessée dans son combat avec Kars, mais parvient à survivre. Elle dit plus tard à Joseph son lien avec lui et se remariera avec un cinéaste américain.
Son nom provient sûrement du groupe Lisa Lisa & Cult Jam. On remarque d'ailleurs quelques similarités vestimentaires (notamment l'écharpe qui lui sert au combat) avec le personnage Rose de la série de jeux Street Fighter.

#### Messina(メッシーナ,Messhīna?)etLoggins(ロギンズ,Roginzu?)
Voix japonaise : Hidetoshi Nakamura, voix française : Eric Herson-Macarel
Ils sont tous deux au service de Lisa-Lisa. Ce sont deux experts du maniement de l'onde qui font office de professeur pour César et Joseph. Messina entraine César, tandis que Loggins entraine Joseph. Loggins est tué par Esidisi qui est ensuite tué par Joseph. Par la suite Messina est blessé par Wham qui se servira de lui comme appat pour obliger Joseph et César a le combattre a l'abri des rayons du soleil.
Loggins et Messina sont nommés d'après Kenny Loggins et Jim Messina, qui étaient un duo pop-rock dans les années 1970.

#### Suzi Q(スージーQ,Sūjī Kyū?)
Voix japonaise : Sachiko Kojima, voix française : Dorothée Pousséo
Elle est la servante de Lisa Lisa. Elle fut possédée par les restes du cadavres d'AC/DC, et attaque alors Joseph et les autres. Mais grâce à une attaque combinée de Caesar et Joseph, elle est sauvée sans aucune blessure. Suzi Q est une fille un peu écervelée, mais elle finit par épouser Joseph Joestar à la fin de la deuxième partie. Sa fille, Holy Kujo, est une des protagonistes de la troisième partie, et Jotaro Kujo est son petit-fils.
Elle est nommée d'après Suzi Quatro, chanteuse de glam rock / pop-rock des années 1970.

### Antagonistes

#### Straits(ストレイツォ,Sutoreitso?)
Guerrier de l'onde, il se détourne du droit chemin et se laisse corrompre par le masque de pierre. Il est vaincu par Joseph.

#### Donovan(ドノヴァン?)
Voix japonaise : Kenichirō Matsuda, voix française : Loïc Houdré
Soldat nazi capable de se déplacer sans un bruit, c'est un expert en filature. Il est vaincu par Joseph.

#### Wired Beck(鋼線（ワイアード）のベック,Waiādo no Bekku?)
Voix japonaise : Satoshi Tsuruoka, voix française : Marc Saez
Ancien détenu transformé en vampire, il peut transformer sa pilosité corporelle en pointe mortelle. Il est facilement vaincu par Lisa-Lisa.

#### Les hommes du pilier
Quatre humanoïdes et principaux antagonistes de la deuxième partie. Peu de choses sont connues à leur sujet si ce n’est qu’ils apparurent il y a plus de 10 000 ans. Les Hommes du Pilier sont une ancienne race qui avait une force extraordinaire, l'intelligence ultime et douée de l’immortalité. Leur seule faiblesse était le soleil, qui les pétrifiait et de ce fait, ils vivaient la nuit. Pour se nourrir, ils entrent en contact avec leur nourriture qu’ils absorbent par les pores de leur peau. Toutes ces capacités firent d’eux des divinités. Ayant peu besoin de se reproduire grâce à leur longévité, les Hommes du Piliers vécurent pacifiquement jusqu’à la naissance de Cars. Ce dernier prit conscience du potentiel de son peuple, et souhaita le développer grâce au masque de pierre de son invention. Il espéra que son peuple puisse ainsi défier le soleil et devenir les maîtres de la Terre. Cependant, le masque nécessitait une grande quantité d’énergie. Son peuple comprit que cela entraînerait l’extinction de toute forme de vie sur Terre et s'y opposa. Kars et AC/DC supprimèrent leur clan, sauf 2 bébés, Wham et Santana. Cars constata que le masque fonctionnait sur des êtres humains ordinaires (et en faisaient des vampires) mais sa stimulation était trop faible pour eux. Il avait besoin de le combiner avec la Gemme Rouge d'Asia pour atteindre son objectif. Lui, AC/DC et Wham traversèrent l’Atlantique où ils affrontèrent des manieurs d’Ondes qu’ils éliminèrent. Dans l'impossibilité de trouver la pierre, ils hibernèrent. Ils possèdent en outre la possibilité de se déboîter les os, fusionner avec des êtres vivants, comprendre le fonctionnement d’objet ou apprendre une langue en quelques minutes.
Hirohiko Araki réutilisera ce concept d’homme de pierre dans la huitième partie, Jojolion, où ils seront là encore des antagonistes.

##### Santana(サンタナ?)
Voix japonaise : Kenji Nomura
Nommé d'après le vent du Mexique. En plus d'une force incroyable, il est capable de disloquer ses os afin de s'insérer dans de tout petit espace telle qu'une grille de ventilation ou même un corps humain. Contrairement aux reste de son clan, il semble assez jeune. Il est vaincu par Joseph qui parvient à grand peine à l'exposer a la lumière du soleil.

##### AC/DC(エシディシ,Eshidishi?)
Voix japonaise : Keiji Fujiwara, voix française : Olivier Cordina
Du Feu est capable d'augmenter la température de son corps jusqu'à ébullition grâce à son sang. Grâce à ses nerfs, semblable à des tentacules, il peut également le projeter où il le souhaite. L'un de ses traits de caractère se veut assez inquiétant. Lorsqu'il est sur le point de se mettre dans une colère noir, AC/DC se met à pleurer comme un enfant afin de ne pas perdre le contrôle de ses émotions. Alors que Jojo le croit mort après leur confrontation, les restes d'AC/DC prennent le contrôle de Suzi Q. Joseph et Caesar parviennent à le faire sortir du corps de la domestique et à l'exposer aux rayons du soleil.

##### Wham(ワムウ,Wamū?)
Voix japonaise : Akio Otsuka, voix française : Antoine Tomé
Du Vent est un guerrier, serviteur de AC/DC et de Cars avec un très grand sens de l'honneur. Il vainc César, mais sera défait par Joseph. Il peut générer deux tornades à l'aide de ses bras qu'il appelle "tempête de sable". Cette attaque laisse peu de chances, à celui qui la reçoit de plein fouet, d'y survivre. À l'aide de sa corne frontale, utilisée en dernier recours, il peut générer un puissant filet d'air qui peut absolument tout découper. Cette technique a cependant de terribles répercussions sur son corps et peut lui couter la vie s'il l'utilise de façon prolongée. Dans ses derniers instants, il reste fidèle à lui-même et témoigne un grand respect à Joseph qui l'a vaincu, persuadé de n'avoir vécu aussi longtemps qu'afin de rencontrer son digne adversaire.

##### Cars(カーズ,Kāzu?)
Voix japonaise : Kazuhiko Inoue, voix française : Emmanuel Gradi
De La Lumière, chef du groupe et inventeur du masque de pierre. Sa principale capacité est de pouvoir transformer les os de son corps en lames très tranchantes qu'il fait tourner à grande vitesse comme des tronçonneuses. Il vainc Lisa-Lisa par traitrise et affronte Joseph dans la foulée. Alors que Cars est mis en difficulté par son adversaire, il conjugue la pierre rouge d'Aja au masque de pierre et devient une forme de vie ultime. Ainsi, il peut transformer n'importe quelle partie de son corps en animal, imiter leurs capacités, survivre à la lumière du soleil et utiliser l'Onde. Joseph amplifie la sienne grâce à la pierre rouge d'Asia et provoque une éruption volcanique qui projette Cars dans l'espace. Ce dernier ne parvient pas à revenir sur terre et se retrouve condamné à errer dans le vide spatial jusqu'à la fin des temps.
AC/DC, Wham et Cars portent chacun le nom d'un groupe de rock éponyme.

### Autres personnages

#### George Joestar II(ジョージ・ジョースターII世,Jōji Jōsutā Nisei?)
Soldat dans l'armée britannique et père de Joseph, il est tué par un sbire de Dio.

#### Mark(マルク,Maruku?)
Jeune sous-officier nazi et ami de César. Il est tué par les hommes du pilier.

#### Mario Zeppeli(マリオ・ツェペリ,Mario Tseperi?)
Père de César, il quitte sa famille sans la moindre explication. Manieur d'ondes, il perd la vie des années plus tard en sauvant la vie de son fils sans connaitre son identité.

## Analyse de l'œuvre
Cette partie comporte les prémices de la partie suivante, Stardust Crusaders. Le héros voyage à travers le monde et y découvre les spécificités locales (culinaires en particulier). La série s'avère ce coup-ci plus proche d'un manga d'arts martiaux comme Hokuto no Ken et les opposants se battent de manière plus loyale que le fourbe Dio. Le graphisme y est beaucoup plus travaillé et on commence à y trouver les fameux passages bizarres et déconcertants, emblématiques de la série (notamment un combat de pâtes ou une course de chevaux-vampires). C'est aussi dans cette partie que commencent à apparaître clairement les références à la musique occidentale, principalement dans les noms des personnages (Santana, AC/DC, Wham!).
Cette partie possède une pléthore d'éléments nanar tout à fait assumés et mis à dessein : des vampires, des nazis, du kung-fu, un Joseph qui cabotine à longueur de temps, de l'exotisme, des scènes complètement loufoques aux limites du ridicule (Joseph en travesti infiltre un camp nazi), etc. Toutefois, ce côté étant tout à fait voulu, cela ne fait que renforcer l'effet de surenchère et on entre de plain-pied dans cet aspect "bizarre" de JoJo's Bizarre Adventure qui le différencie des autres mangas.

## Liste des chapitres

### Version J'ai Lu
| no | Japonais        | Japonais      | Français          | Français      |
| no | Date de sortie  | ISBN          | Date de sortie    | ISBN          |
| --- | --------------- | ------------- | ----------------- | ------------- |
| 5 | 10 août 1988    | 4-08-851130-1 | 22 mai 2002       | 9782290318232 |
| Titre du volume : La dernière Onde Couverture (de gauche à droite) : Jonathan Joestar, Dio Brando Dos : Joseph JoestarListe des chapitres : - Ch. 38 : Thunder Cross Split Attack (Phantom Blood) - Ch. 39 : Combat sanglant ! JoJo & Dio (Phantom Blood) - Ch. 40 : Fire and Ice ! (Phantom Blood) - Ch. 41 : La fin du démon ! (Phantom Blood) - Ch. 42 : Prélude à l'ouragan (Phantom Blood) - Ch. 43 : La dernière Onde ! (Phantom Blood) - Ch. 44 : Par-delà l'oubli (Phantom Blood) - Ch. 45 : Le JoJo de New York - Ch. 46 : La statue vivante - Ch. 47 : Une douloureuse nouvelle                        |                 |               |                   |               |
| 6 | 7 octobre 1988  | 4-08-851062-3 | 16 juin 2002      | 9782290318492 |
| Titre du volume : JoJo contre la forme de vie ultime Couverture : Joseph Joestar Dos : Joseph JoestarListe des chapitres : - Ch. 48 : Les desseins de Straizo - Ch. 49 : Le virtuose du jeu - Ch. 50 : Un monstre invulnérable - Ch. 51 : Cruel et impitoyable Straizo - Ch. 52 : Les nazis et l'"homme du pilier" - Ch. 53 : L'expérience de résurrection de l'"homme du pilier" - Ch. 54 : L'"homme du pilier" contre l'homme au masque de pierre - Ch. 55 : Le traqueur du désert - Ch. 56 : Santana introuvable - Ch. 57 : JoJo contre la forme de vie ultime                                                |                 |               |                   |               |
| 7 | 6 décembre 1988 | 4-08-851063-1 | 21 juillet 2002   | 9782290319314 |
| Titre du volume : La pierre rouge d'Aja Couverture : Joseph Joestar Dos : Joseph JoestarListe des chapitres : - Ch. 58 : L'onde contre la forme de vie ultime ! - Ch. 59 : Un plan parfait !! - Ch. 60 : La résolution de Stroheim - Ch. 61 : La fin d'un homme fier ! - Ch. 62 : La bataille des spaghettis - Ch. 63 : Le pigeon et la fille - Ch. 64 : La pierre rouge d'Aja - Ch. 65 : Le secret caché dans la bouche de la vérité - Ch. 66 : Wamuu, le guerrier ultime - Ch. 67 : La technique spéciale des JoJo Clackers                                                                                    |                 |               |                   |               |
| 8 | 10 février 1989 | 4-08-851064-X | 19 août 2002      | 9782290319321 |
| Titre du volume : Dernière épreuve ! Couverture (de gauche à droite) : Wamuu, Esidisi, Kars, Joseph Joestar Dos : Joseph JoestarListe des chapitres : - Ch. 68 : Le combat du "sablier de sang" - Ch. 69 : La qualité de héros - Ch. 70 : Les alliances de la mort - Ch. 71 : Le génie de Venise - Ch. 72 : L'épreuve des guerriers de l'onde - Ch. 73 : La puissance de l'onde focalisée - Ch. 74 : Le tout pour le tout ! - Ch. 75 : JoJo, maître de l'onde - Ch. 76 : Dernière épreuve ! - Ch. 77 : Le fruit des brimades                                                                                     |                 |               |                   |               |
| 9 | 10 avril 1989   | 4-08-851065-8 | 13 septembre 2002 | 9782290319369 |
| Titre du volume : Ruée vers la falaise de la mort Couverture : Joseph Joestar Dos : Joseph JoestarListe des chapitres : - Ch. 78 : L'inquiétant Esidisi - Ch. 79 : Tends des pièges élaborés ! - Ch. 80 : Une victoire assurée - Ch. 81 : L'insidieux démon ! - Ch. 82 : Un corps volé - Ch. 83 : À la poursuite de la pierre rouge en Suisse - Ch. 84 : Le mystérieux officier nazi - Ch. 85 : Kars, "mode de la lumière" - Ch. 86 : Ruée vers la falaise de la mort |                 |               |                   |               |
| 10 | 9 juin 1989     | 4-08-851066-6 | 24 octobre 2002   | 9782290320099 |
| Titre du volume : La bulle incarnate Couverture (de gauche à droite) : Joseph Joestar, Caesar A. Zeppeli, Lisa Lisa Dos: Joseph JoestarListe des chapitres : - Ch. 87 : 175 mètres de combat à mort - Ch. 88 : Caesar, la colère issue du passé - Ch. 89 : La jeunesse solitaire de Caesar - Ch. 90 : L'effroyable homme fantomatique - Ch. 91 : La lutte de la lumière et du vent !! - Ch. 92 : La bulle incarnate - Ch. 93 : L'ultime onde de Caesar - Ch. 94 : Lisa Lisa et sa danse de la soie - Ch. 95 : Stratagème à cent contre deux                                                                      |                 |               |                   |               |
| 11 | 10 août 1989    | 4-08-851067-4 | 29 novembre 2002  | 9782290320105 |
| Titre du volume : Le guerrier qui retourne au vent Couverture : Joseph Joestar Dos : Joseph JoestarListe des chapitres : - Ch. 96 : La pierre du talon squelette - Ch. 97 : Furieuse lutte des temps anciens - Ch. 98 : Départ au clair de lune - Ch. 99 : Le pilier et le marteau ! - Ch. 100 : Un tricheur de génie - Ch. 101 : Un véritable combattant - Ch. 102 : Tirer systématiquement à l'opposé ! - Ch. 103 : Le mode final du vent - Ch. 104 : Le guerrier qui retourne au vent |                 |               |                   |               |
| 12 | 9 octobre 1989  | 4-08-851068-2 | 20 décembre 2002  | 9782290319413 |
| Titre du volume : La naissance de l'être ultime !! Couverture (de gauche à droite) : Jotaro Kujo, Joseph Joestar Dos : Joseph JoestarListe des chapitres : - Ch. 105 : Perfidie au temple des sacrifices ! - Ch. 106 : Le lien unissant Lisa Lisa et JoJo - Ch. 107 : L'ultime onde de JoJo - Ch. 108 : La tragédie de George Joestar - Ch. 109 : La naissance de l'être ultime !! - Ch. 110 : Le dernier pari de JoJo - Ch. 111 : L'homme devenu dieu !! - Ch. 112 : La prodigieuse naissance de la pierre rouge - Ch. 113 : Le retour - Ch. 114 : L'homme possédé par un esprit maléfique (Stardust Crusaders) |                 |               |                   |               |

### Version Tonkam
| no | Japonais        | Japonais      | Français         | Français          |
| no | Date de sortie  | ISBN          | Date de sortie   | ISBN              |
| --- | --------------- | ------------- | ---------------- | ----------------- |
| 1 (6) | 7 octobre 1988  | 4-08-851062-3 | 21 janvier 2015  | 978-2-7560-6564-9 |
| JoJo contre la forme de vie ultime Couverture : Joseph Joestar Dos : Joseph JoestarListe des chapitres : - Ch. 1 : Le JoJo de New York - Ch. 2 : La statue vivante - Ch. 3 : Une douloureuse nouvelle - Ch. 4 : L'ambition de Straits - Ch. 5 : Le maître du jeu - Ch. 6 : Un monstre immortel - Ch. 7 : L'impitoyable Straits - Ch. 8 : Les nazis et l'homme du pilier - Ch. 9 : La réanimation de l'homme du pilier - Ch. 10 : L'homme du pilier contre l'homme au masque de pierre - Ch. 11 : Le traqueur du désert - Ch. 12 : Santana disparaît - Ch. 13 : JoJo contre la forme de vie ultime |                 |               |                  |                   |
| 2 (7) | 6 décembre 1988 | 4-08-851063-1 | 11 mars 2015     | 978-2-7560-6715-5 |
| La gemme rouge d'Asia Couverture : Joseph Joestar Dos : Joseph JoestarListe des chapitres : - Ch. 14 : L'onde contre la forme de vie ultime ! - Ch. 15 : Une stratégie parfaite ! - Ch. 16 : La détermination de Stroheim - Ch. 17 : Les derniers mots d'un homme d'honneur - Ch. 18 : Bataille de spaghettis - Ch. 19 : La jeune fille et le pigeon - Ch. 20 : La gemme rouge d'Asia - Ch. 21 : Derrière la bouche de la vérité - Ch. 22 : Wham, le guerrier ultime - Ch. 23 : Les clackers mortels de JoJo                                                                                      |                 |               |                  |                   |
| 3 (8) | 10 février 1989 | 4-08-851064-X | 8 avril 2015     | 978-2-7560-6716-2 |
| La dernière épreuve ! Couverture (de gauche à droite) : Wham, AC/DC, Kars, Joseph Joestar Dos : Joseph JoestarListe des chapitres : - Ch. 24 : La bataille du sablier de sang - Ch. 25 : La marque d'un héros - Ch. 26 : Les alliances mortelles - Ch. 27 : Le maître vénitien - Ch. 28 : Les épreuves des guerriers de l'Onde - Ch. 29 : La force de l'Onde focalisée - Ch. 30 : Le tout pour le tout ! - Ch. 31 : JoJo, maître de l'Onde - Ch. 32 : La dernière épreuve ! - Ch. 33 : Le fruit des sévices                                                                                       |                 |               |                  |                   |
| 4 (9) | 10 avril 1989   | 4-08-851065-8 | 6 mai 2015       | 978-2-7560-6902-9 |
| Cours jusqu'au ravin mortel ! Couverture : Joseph Joestar Dos: Joseph JoestarListe des chapitres : - Ch. 34 : Le sinistre AC/DC - Ch. 35 : Un piège sophistiqué - Ch. 36 : Une victoire certaine - Ch. 37 : Le démon à pas de loup - Ch. 38 : Possession charnelle - Ch. 39 : À la poursuite de la gemme rouge en Suisse - Ch. 40 : Le mystérieux nazi - Ch. 41 : Kars en mode « lumière » - Ch. 42 : Cours jusqu'au ravin mortel ! |                 |               |                  |                   |
| 5 (10) | 9 juin 1989     | 4-08-851066-6 | 10 juin 2015     | 978-2-7560-6903-6 |
| La bulle pourpre Couverture (de gauche à droite) : Joseph Joestar, Caesar A. Zeppeli, Lisa Lisa Dos: Joseph JoestarListe des chapitres : - Ch. 43 : Bataille mortelle à 175 m - Ch. 44 : Une vieille colère - Ch. 45 : La jeunesse solitaire de Caesar - Ch. 46 : Une sinistre présence - Ch. 47 : Le choc de la lumière et du vent ! - Ch. 48 : La bulle pourpre - Ch. 49 : La dernière Onde de Caesar - Ch. 50 : La danse de la soie de Lisa Lisa - Ch. 51 : 100 contre 2 |                 |               |                  |                   |
| 6 (11) | 10 août 1989    | 4-08-851067-4 | 1er juillet 2015 | 978-2-7560-6904-3 |
| Le guerrier qui retourne au vent Couverture : Joseph Joestar Dos: Joseph JoestarListe des chapitres : - Ch. 52 : La pierre du talon-squelette - Ch. 53 : Une bataille antique sans merci - Ch. 54 : Départ au clair de lune ! - Ch. 55 : Le pilier et le marteau ! - Ch. 56 : Le roi des tricheurs - Ch. 57 : Un véritable combattant - Ch. 58 : Tirs asymétriques - Ch. 59 : Le mode final du vent - Ch. 60 : Le guerrier qui retourne au vent |                 |               |                  |                   |
| 7 (12) | 9 octobre 1989  | 4-08-851068-2 | 26 août 2015     | 978-2-7560-7233-3 |
| La naissance du surhomme ! Couverture (de gauche à droite) : Wham, Joseph Joestar Dos: Joseph JoestarListe des chapitres : - Ch. 61 : Fourberie au sanctuaire du sacrifice - Ch. 62 : Le lien entre Lisa Lisa et JoJo - Ch. 63 : La dernière Onde de JoJo - Ch. 64 : La tragédie de George Joestar - Ch. 65 : La naissance du surhomme ! - Ch. 66 : L'ultime pari de JoJo ! - Ch. 67 : Celui qui devint un Dieu ! - Ch. 68 : Le prodige de la gemme rouge - Ch. 69 : Un retour inattendu |                 |               |                  |                   |

## Anime
L'annonce de l'adaptation en série télévisée d'animation a été annoncée en juillet 2012. Le studio David Production est responsable de cette série animée avec Naokatsu Tsuda en tant que réalisateur. Cette deuxième partie a été diffusée du 7 décembre 2012, au 5 avril 2013.
Les 17 épisodes ont été éditées en DVD et Blu-ray entre janvier et septembre 2013 et possèdent des sous-titres en anglais.

### Shueisha BOOKS
1. 1 2 3 4 5 6  Tome 5
2. 1 2 3 4  Tome 1
3. 1 2 3 4  Tome 2
4. 1 2 3 4  Tome 3
5. 1 2 3 4  Tome 4
6. 1 2 3 4  Tome 6
7. 1 2 3 4  Tome 7

### Éditions Tonkam
1. 1 2  Tome 1
2. 1 2  Tome 2
3. 1 2  Tome 3
4. 1 2  Tome 4
5. 1 2  Tome 5
6. 1 2  Tome 6
7. 1 2  Tome 7